# Архелай (цар Каппадокії)
Архелай I Філопатор Ктіст (дав.-гр. Ἀρχέλαος Φιλοπατρίς Κτίστης бл. 63 до н. е. — 17) — цар Каппадокії у 36 до н. е.—17 роках н. е., цар Малої Вірменії у 20 до н. е. — 17 роках н. е.

## Життєпис
Походив з династії Архелаїв (або Команська династія). Його прадідом був Архелай, понтійський військовик Мітрідата VI Евпатора, царя Понту. Дід Архелай започаткував династію жерців Комани, бабця Афінаїда була донькою каппадокійського царя Аріобарзана I. Батьком майбутнього царя був ще один Архелай, матір'ю — колишня гетера Глафира.
Народився близько 63 року до н. е. У 51 році до н. е. брав участь у змові, організованій батьком й каппадокійською царицею проти сина останнього Аріобарзана III. Після провалу заколоту втік до Комани. Невдовзі стає верховним жерцем Комани. У 47 році до н. е. повалений Гаєм Юлієм Цезарем за союз з Гнеєм Помпеєм Магном. У 45 році до н. е. намагався втрутитися в конфлікт між братами Аріобразаном III і його братом Аріаратом.
У 41 році до н. е. після перемоги Першого тріумвірату над республіканцями мати Архелая — Глафира — стає коханкою Марка Антонія. Архелай супроводжував того у поході до Вірменії та Парфії. У 36 році до н. е. Архелай і Глафира домоглися, щоб Антоній повалив царя Аріарата X й поставив на трон Каппадокії Архелая.
Задля зміцнення свого становища одружився з донькою Артавасда II, царя Великої Вірменії. Водночас зберігав вірність Марку Антонію. Після поразки останнього у битві при Акціумі 31 року до н. е. перейшов на бік Октавіана. У 25 році той надав цареві Архелаю під владу Кілікію Трахею. Натомість наказав покінчити з кілікійськими піратами, що успішно було зроблено. Після цього у 23 році до н. е. Архелай переніс свою столицю до міста Себаста (на морському узбережжі Середземного моря), гарно розбудувавши її.
У 18 році до н. е. встановив дружні стосунки з династією юдейських царів Іродиадів, що було закріплено шлюбною угодою. В свою чергу Ірод Великий допомагав Архелаю в стосунках з римською адміністрацією. Водночас затоваришував з пасорбком імператора — Тиберієм, який захищав того перед імператором. 8 року до н. е. після смерті дружини цар Каппадокії одружився з Піфодоридою Понтійською.
У 1—2 роки н. е. вирішив спиратися на онука імператора Гая Цезаря, що викликало невдоволення Тиберія, який перетворився на ворога Архелая. У 4 році Гай Цезар раптово помирає. Втім становище Архелая залишалося міцним до самої смерті імператора Августа. 6 року допоміг онукові Тиграну посісти трон Великої Вірменії.
Новим імператором 14 року став Тиберій, який став планував перетворити Каппадокію на римську провінцію. 17 року царя Архелая було викликано до Риму, де Тиберій звинуватив Архелая у змові. Під час судового процесу цар Каппадокії помер. Його царство було конфісковано.

## Творчість
Автор географічного трактату «На камінні й річках».

## Родина
1. Дружина — донька Артавасда II, царя Великої Вірменії.
Діти:
- Глафира, дружина Александра, сина Ірода I, царя Юдеї
- Архелай (д/н —38), цар Кілікії Трахеї та Східної Лікаонії. Останній представник свого роду

2. Дружина — Піфодорида Понтійська.
дітей не було